# VoLTE
VoLTE（英語: Voice over LTE, Voice over Long Term Evolution、ヴォイス・オーバー・LTE（ロング・ターム・エボリューション）、ヴォルテ、ボルテ）とは、携帯電話に利用されるデータ通信技術、及び通信技術規格の名称である。
LTE網は高速なパケット交換が可能であるが、音声通話のための回線交換を想定していない。そこで、IP電話のように音声およびビデオ通信をデータ（パケット）として取り扱い、LTE網で音声通話およびビデオ通信を実現するための技術としてGSMAで標準化が進められているのがVoLTEである。インターネットを経由する一般的なVoIPではQoS保証がなく遅延が発生しやすいが、VoLTEではQoS保証による優先制御で遅延を抑えている。また、広帯域な音声コーデックの採用によって従来の第3世代移動通信システムを上回る通話品質を得られる。

## 概要
VoLTEは、IPマルチメディアサブシステムでLTEが音声を取り扱えるようにするためGSMAが規格文書PRD IR.92で定義した手法である。
VoLTEの特徴は以下の通りである。
- LTEデータベアラ内で音声サービス（コントロールプレーン、メディアプレーン）をデータフローとして転送できる。これにより、従来の回線交換網に依存する必要がなくなる。
- 3G UMTSの3倍以上、2G GSMの6倍以上のデータ容量を有する。またVoLTEパケットのヘッダは通常のVoIP/LTEのヘッダより小さいため、帯域幅を有効活用できる[4]。
- 新しいコーデック（AMR-WB、EVS）の採用により音声品質が向上する。
- 通話中の高速LTEデータ通信が可能。

携帯電話事業者を跨いだ高音質通話には事業者間のIP回線上での相互接続が必要となる。なお、発信あるいは着信の片側のみがVoLTE対応していた場合やIP回線上での相互接続がない他事業者間であっても、電話機から基地局や契約事業者までの音声通信はVoLTEで接続され、高音質通話以外の部分（発着信の高速化や通話中のLTEデータ通信など）においてVoLTEのメリットを享受できる。また、PHS、固定電話相手など、それまで携帯電話側のコーデック（EVRC-B、AMR-NBなど）が音質のボトルネックになっていた場合は、その分の音質改善が期待できる。
国際ローミング中のVoLTE利用についても携帯電話事業者間の接続協定が必要となり、徐々に進められている。

## 日本でのサービス
日本では、NTTドコモが2014年6月24日から、KDDI・沖縄セルラー電話連合（各au）が同年12月12日から、ソフトバンクモバイルが同年12月19日から、それぞれVoLTEサービスを開始している。いずれもVoLTEの読みとしては「ボルテ」を使用している。
各社とも音声コーデックとしてAMR-WBのみ対応していたが、ドコモやソフトバンクはさらに高音質なEVSコーデックにも対応したVoLTE（HD+）を提供開始している。
auはこれを機に端末やSIMカードからPLMNに至るまでVoLTE専用のネットワークを構築し、CDMA2000からVoLTEに巻き取る方向へ大きく舵をきった。
ソフトバンクでは当初LTEエリア内からの発信であっても、110番通報などの緊急通報用電話番号に関しては3Gにフォールバックされて発信される仕様だったが、2017年2月1日までにVoLTEのまま発信されるように改善されている。
事業者を跨ぐ高音質通話については長らく実現していなかったが、IP回線やSIPを処理できる交換機の開発などを経て、2018年10月のNTTドコモ - ソフトバンク間を皮切りに順次相互接続が進められている。
また、NTT東西地域会社の公衆交換電話網も2024年1月からIP方式による相互接続を開始している。